# Витязь (бронежилет)
«Витязь» — бронекостюм прихованого носіння, розроблений у російському «НДІ Сталі». Він складається з бронежилета, поножів, нарукавників і бронеплавок. Може застосовуватися в комплекті, або у вигляді окремих захисних елементів. Бронекостюм виготовлений з урахуванням прихованого носіння, маса повного комплекту 19 кг.
Площа захисту від куль, випущених з автоматів АКМ, АК-74 з 25 м і СВД з 50 м, складає 17,5 дм². Площа захисту від куль, випущених з ТТ або ПСМ з 5 м, збільшується до 64,8 дм².